# Epitranus indicus
Epitranus indicus är en stekelart som beskrevs av Husain och Agarwal 1982. Epitranus indicus ingår i släktet Epitranus och familjen bredlårsteklar. Inga underarter finns listade i Catalogue of Life.